# Kamil Olearczyk
Kamil Olearczyk (ur. 22 września 1995) – polski hokeista.
Był uczniem II Liceum Ogólnokształcącego im. Marii Skłodowskiej-Curie w Sanoku.

## Kariera
- KH Sanok U18 (2011-2012)
- KH Sanok U20 (2012-2015)
- Ciarko PBS Bank KH Sanok (2014/2015)
  -  UKH Dębica (2014-2015)
- STS Sanok (2015-2016)
- GKS Katowice (2016-2017)
- Ciarko KH 58 Sanok (2017-2019)
- UKS MOSiR Sanok (2019-2020)
- Ciarko STS Sanok (2020-2022)

Dwukrotnie zdobywał klubowe mistrzostwo juniorów z drużyną z Sanoka, w tym w sezonie 2014/2015 jako kapitan zespołu. Od sezonu Polskiej Hokej Ligi 2013/2014 zawodnik seniorskiego zespołu z Sanoka. Od lipca 2016 do końca sezonu PHL 2016/2017 był zawodnikiem GKS Katowice. W lipcu 2017 podpisał kontrakt na występy w reaktywowanym sanockim zespole, zgłoszonym do sezonu 2. ligi słowackiej 2017/2018. W sezonie 2019/2020 grał nadal w 2. lidze słowackiej w barwach zespołu pod szyldem UKS MOSiR Sanok. 16 lipca 2020 został przedstawiony jako zawodnik reaktywowanego klubu STS Sanok, powracającego po czterech latach przerwy do występów w PLH edycji 2020/2021. Na początku czerwca 2022 ogłoszono zakończenie przez niego kariery zawodniczej.
W barwach reprezentacji Polski do lat 18 wystąpił na turnieju mistrzostw świata juniorów do lat 18 w 2013, 2014 (Dywizja I). W barwach reprezentacji Polski do lat 20 wystąpił na turnieju mistrzostw świata juniorów do lat 20 w 2016 (Dywizja I).
Podjął występy w Sanockiej Lidze Unihokeja w barwach drużyny TG „Sokół” Sanok.

## Sukcesy
Klubowe
- Złoty medal XIX Ogólnopolskiej Olimpiady Młodzieży: 2013 (juniorzy młodsi)
- Złoty medal mistrzostw Polski juniorów: 2014, 2015 z KH Sanok U20
- Złoty medal mistrzostw Polski: 2014 z Ciarko PBS Bank KH Sanok

Indywidualne
- XIX Ogólnopolska Olimpiada Młodzieży 2013 (juniorzy młodsi): najlepszy obrońca turnieju[8]
- 2. liga słowacka w hokeju na lodzie (2018/2019): udział w Meczu Gwiazd w składzie zespołu „Wschód”[9]